# デンジル・ホリス (初代ホリス男爵)

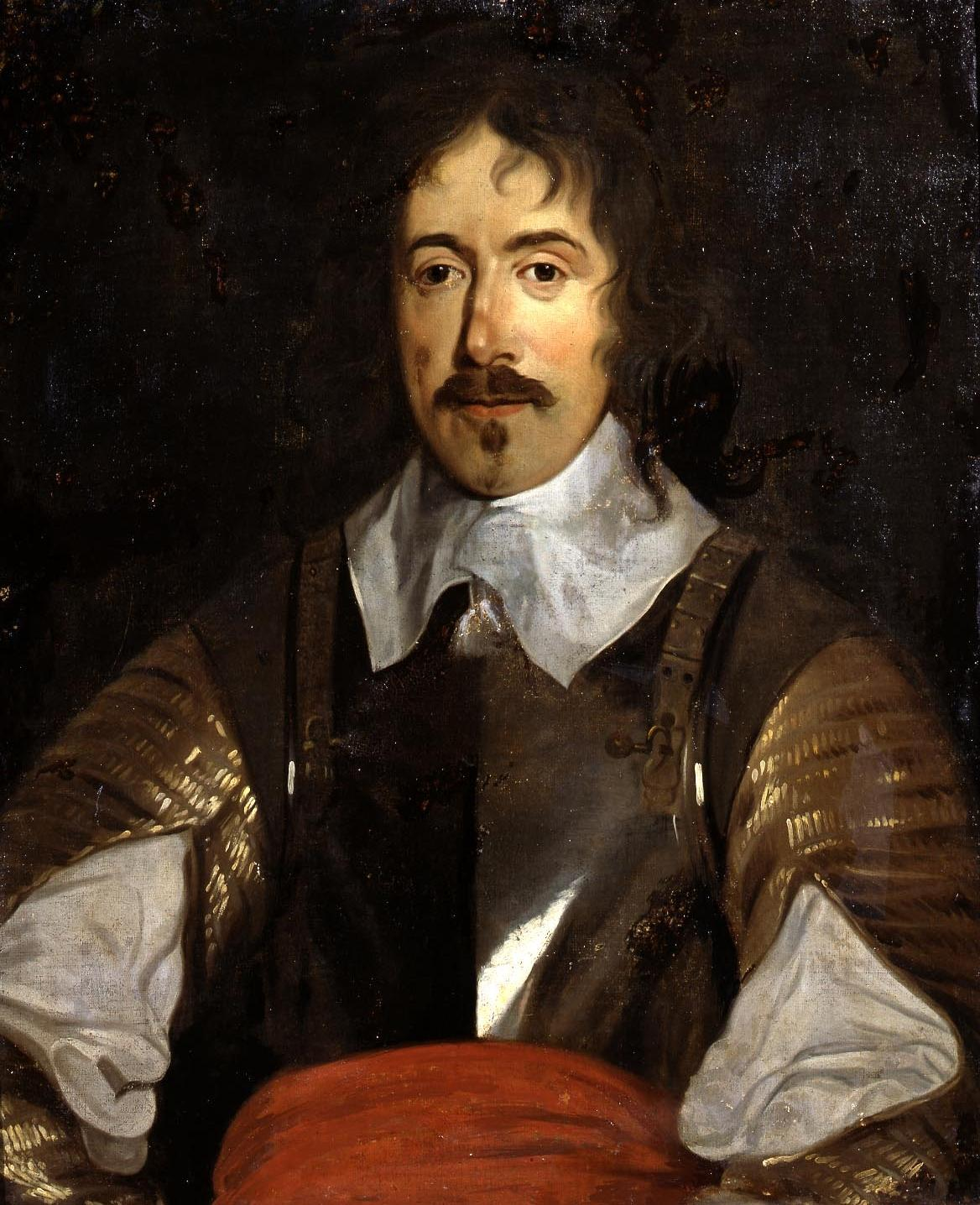
初代ホリス男爵デンジル・ホリス（1640年頃）

初代ホリス男爵デンジル・ホリス（英: Denzil Holles, 1st Baron Holles, PC, 姓はホレスとも、1599年10月31日 - 1680年2月17日）は、清教徒革命（イングランド内戦）から王政復古期にかけてのイングランドの貴族・政治家。革命では議会派のリーダー格の1人として台頭、後に政争で敗れるも王政復古で復帰、貴族に列せられた。

## 生涯
初代クレア伯爵ジョン・ホリスとトマス・スタンホープの娘アン夫妻の次男。第2代クレア伯爵ジョン・ホリスは兄。
1624年に庶民院議員になり、王室専制に反対する議会特権擁護派として頭角を現した。1629年に庶民院議長ジョン・フィンチがチャールズ1世の命令で解散を告げようとした時、フィンチを押さえ付けて妨害した議員の1人になり（他にジョン・エリオット）、罰金刑に処され一時投獄された。1640年からの長期議会でも反国王派として活躍、ジョン・ピム、ジョン・ハムデン、ヘンリー・ベイン、オリバー・シンジョン、アーサー・ヘジルリッジらと並ぶ有力議員として台頭していった。翌1641年に根絶請願を巡る論争が起こった際、受け入れに賛成するオリバー・クロムウェルをピムと共に反対派から擁護している。
1642年1月4日、ピム・ハムデン・ヘジルリッジ・ウィリアム・ストロードと共に庶民院の指導者としてチャールズ1世の標的にされ、逮捕の危機に晒されるが直前に議会から脱出、戻った後は第一次イングランド内戦で議会派として王党派と戦った。8月にベッドフォード伯爵ウィリアム・ラッセルと共にハートフォード侯爵ウィリアム・シーモアとラルフ・ホプトンが守るドーセットのシェアボーン城を襲撃したが失敗、10月23日のエッジヒルの戦いに参戦するも11月12日にロンドン近郊のブレントフォードの守備に就いていた連隊がチャールズ1世の甥ルパート（後のカンバーランド公）が率いる部隊に襲撃され、町は奪われ連隊は壊滅して自身も負傷した（ブレントフォードの戦い）。
こうした出来事に打ちのめされて早くも和睦を提唱、ブルストロード・ホワイトロックらに支持されたがピムから明確な支持を得られなかった上、和睦提案をチャールズ1世へ送ったが却下され、1643年のピムの死後はベインとシンジョンが戦争を指導するのと対照的に、和平派に深入りしたことが災いして主流派から遠ざけられ、スコットランドとイングランドが合同した両王国委員会にも入れられなかった。それでも王との交渉を諦めず1644年に交渉委員に選ばれ、オックスフォードで王と交渉、帰還後はエセックス伯ロバート・デヴァルー、長老派指導者のフィリップ・ステイプルトン、ホワイトロックらと共にラウドン伯爵ジョン・キャンベルを長とするスコットランド国民盟約（盟約派）と協議し、クロムウェルを戦争扇動者として告発する計画を協議した。だが王との交渉もクロムウェル告発も失敗、和睦は実現せず議会の主導権を失った。
内戦終結後は長老派の指導者と目され、ベインとクロムウェルや独立派と議会で対立、独立派の影響が強いニューモデル軍とも対立し軍縮を画策、1646年7月31日に軍の一部をアイルランドへ派遣する動議を議会へ提出（投票で否決）、翌1647年3月30日には軍が議会へ未払い給与の支給を求める請願に反対、議会を通して請願者を告発する決議を軍に下した。このため王との内通を疑われ、1648年にプライドのパージで追放されてフランスへ亡命した。クロムウェルが護国卿になったイングランド共和国（護国卿時代）に帰国、クロムウェル死後の1659年にチャールズ2世と接触して王政復古に尽力、功績により1661年にホリス男爵に叙せられた。以後は外交官に登用され、1663年から1667年まで駐仏大使、1667年に第二次英蘭戦争におけるブレダの和約交渉委員を務めた。
1680年、80歳で死去。革命時代の思い出を記した『回想録』は貴重な史料になっている。

## 子女
1628年にフランシス・アシュリーの娘ドロシーと結婚、1人息子フランシス・ホリスを儲けた。続いて1642年と1666年にそれぞれジェーン・シャーリー、エスター・リ・ルーと再婚したが、子は無かった。

## 関連図書
- Firth, Charles Harding (1891). "Holles, Denzil" . In Lee, Sidney (ed.). Dictionary of National Biography (英語). Vol. 27. London: Smith, Elder & Co. pp. 162–166.
- Morrill, John (3 January 2008) [2004]. "Holles, Denzil, first Baron Holles". Oxford Dictionary of National Biography (英語) (online ed.). Oxford University Press. doi:10.1093/ref:odnb/13550。 (要購読、またはイギリス公立図書館への会員加入。)